# The Devil’s Den

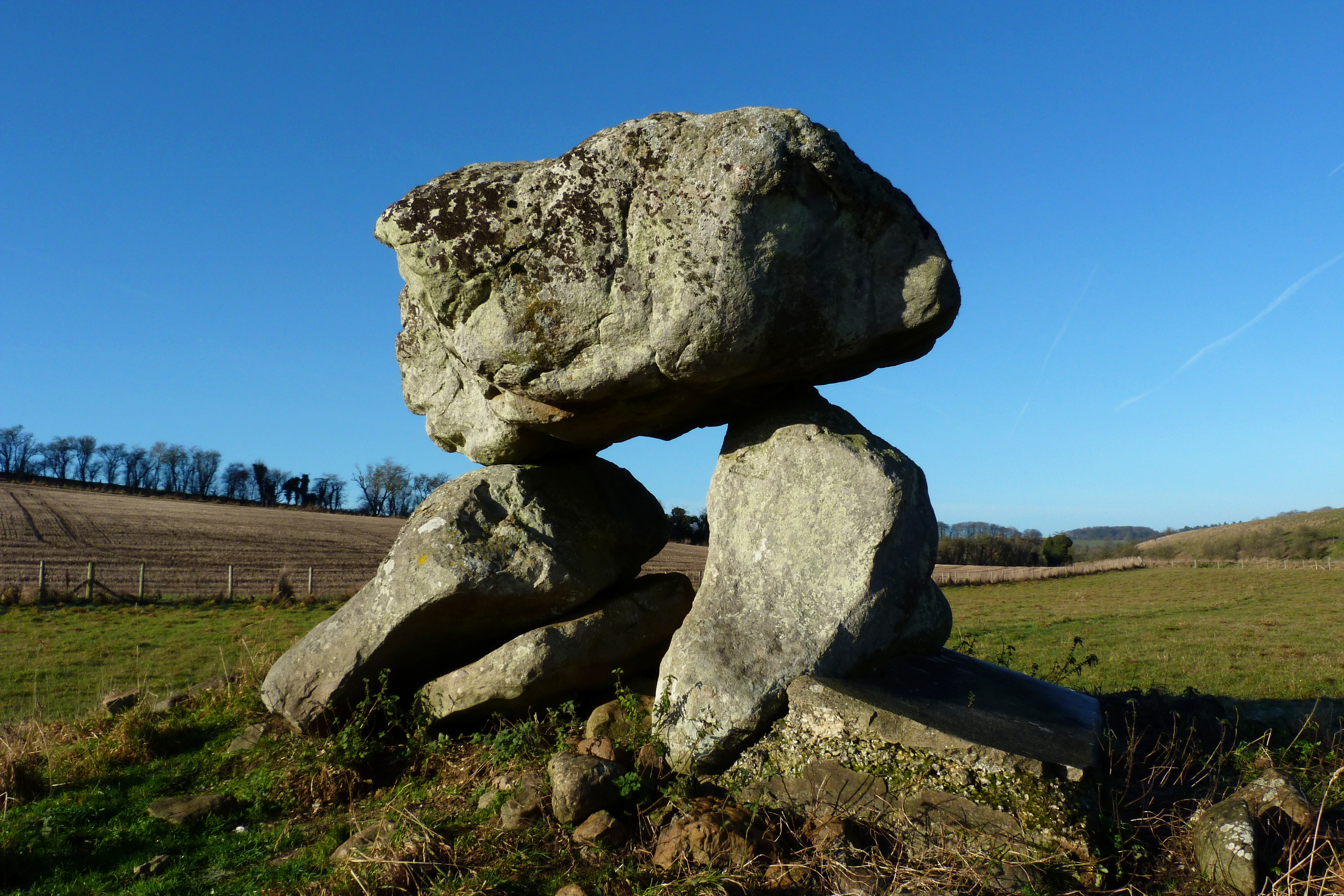
The Devil’s Den

The Devil’s Den (auch Devils Den – deutsch Teufelshöhle) liegt in Fyfield Down, nordöstlich von Fyfield bei Marlborough in Wiltshire in England.

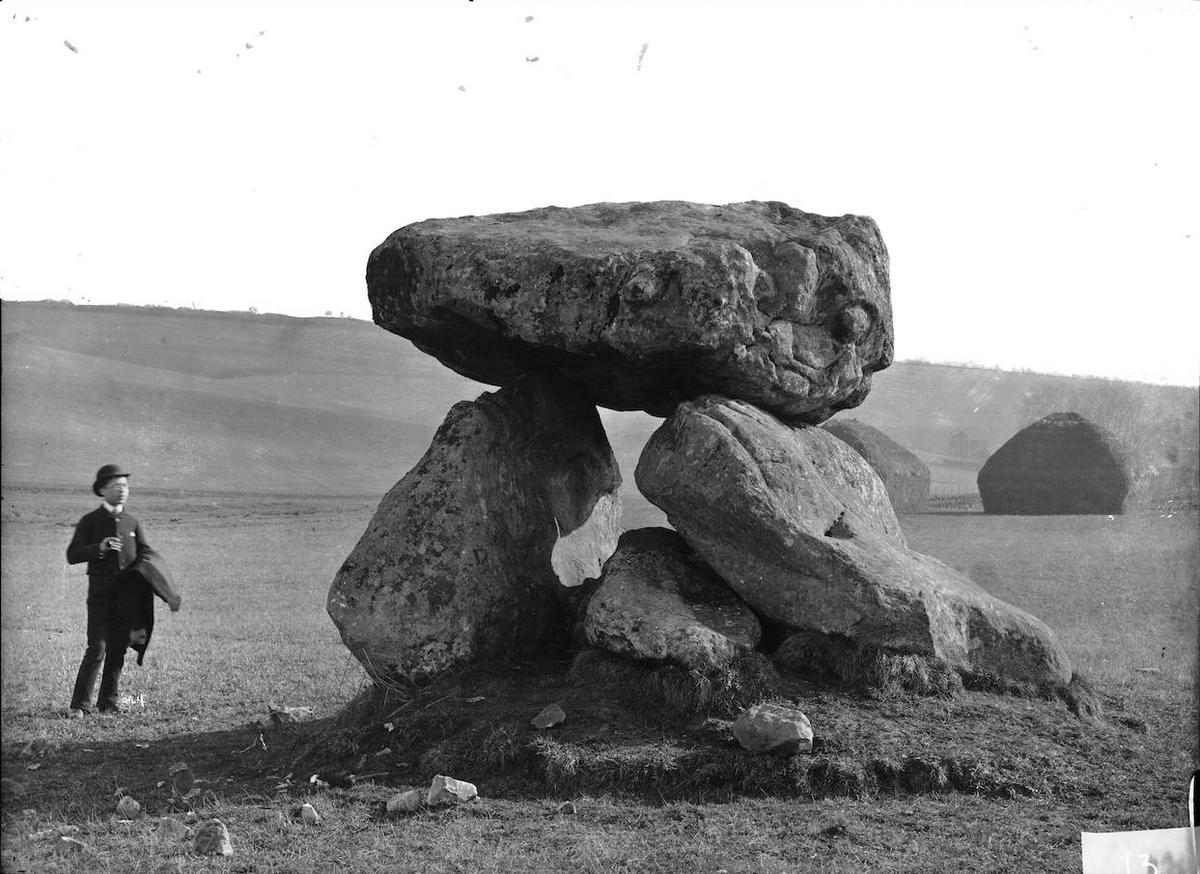

The Devil’s Den ist der Rest einer 1921 rekonstruierten Kammer eines neolithischen Passage Tombs auf dem Fyfield Hill mit einem Deckstein mit Schälchen (englisch cups). Das erste Mal beschrieben und illustriert wurde er von dem lokalen Historiker und Fotografen Pete Glastonbury.
Zwei stehende Steine, ein Deckstein und zwei gefallene Steine sind alles, was von dem Eingang zum Langhügel übrig geblieben ist, der in den 1920er Jahren als etwa 70,0 m lang beschrieben wurde. Es wird angenommen, dass der Deckstein 17 Tonnen wiegt.
Zwei besonders gut abgrenzte Schälchen auf dem Deckstein ragen heraus. Aus jedem laufen „Rinnen“, von denen sich die östliche (am Rand liegende) in einen Kanal verwandelt, der auf dem Stein verläuft, bevor er nach unten führt. Jedes Schälchen ist etwa 5,0 cm breit und 1,2 cm tief.
Der Dolmen wurde mit vielen anderen prähistorischen Kultstätten in christlicher Zeit verteufelt. Eine örtliche Überlieferung besagte, dass ein Dämon in der Nacht Wasser trinkt, wenn es in die Dellen auf dem Deckstein gegossen wurde.
In der Nähe liegen/stehen der Long Barrow Manton Down und der Menhir Long Tom.